# Nikołaj Gikało
Nikołaj Fiodorowicz Gikało (ros. Николай Фёдорович Гикало; ur. 8 marca?/20 marca 1897 w Odessie, zm. 25 kwietnia 1938 w miejscu egzekucji Kommunarka pod Moskwą) – ukraiński komunista, funkcjonariusz aparatu partyjnego RKP(b) i WKP(b). W latach 1932-37 I sekretarz Komunistycznej Partii (bolszewików) Białorusi.
Ukończył szkołę wojenno-felczerską w Odessie. W latach 1918-27 prowadził działalność partyjną i wojskową na Kaukazie. Był m.in. dowódcą radzieckiej 11 Armii, na przełomie lat 1918 i 1919 dowodził nieudaną obroną terytorium Tereckiej Republiki Radzieckiej przed Armią Ochotniczą gen. Denikina. 
Od 1927 do 1928 roku zasiadał w biurze środkowoazjatyckim KC WKP(b). Później przez kilkanaście miesięcy pełnił funkcję sekretarza KC Komunistycznej Partii (bolszewików) Uzbekistanu i sekretarza Komunistycznej Partii (bolszewików) Azerbejdżanu. 
Od 23 stycznia 1932 do 18 marca 1937 I sekretarz KC Komunistycznej Partii (bolszewików) Białorusi. 
W okresie wielkiej czystki 11 października 1937 roku został aresztowany przez NKWD.  25 kwietnia 1938 roku skazany przez Kolegium Wojskowe Sądu Najwyższego ZSRR na karę śmierci pod zarzutem szpiegostwa. Rozstrzelany tego samego dnia w miejscu egzekucji Kommunarka pod Moskwą, tam pochowany anonimowo.
10 sierpnia 1955 roku rehabilitowany postanowieniem Kolegium Wojskowego Sądu Najwyższego ZSRR.